# 雷丁 (愛荷華州)
雷丁（英語：Redding）是一個位於美國愛荷華州靈戈爾德縣的城市。

## 地理
雷丁的座標為40°36′18″N 94°23′18″W / 40.60500°N 94.38833°W，而該地的平均海拔高度為349米（即1145英尺）。

## 人口
根據2010年美國人口普查的數據，雷丁的面積為2.62平方千米，當中陸地面積為2.59平方千米，而水域面積為0.03平方千米。當地共有人口82人，而人口密度為每平方千米31人。